# Walckenaeria floridiana
Espèce
Walckenaeria floridiana est une espèce d'araignées aranéomorphes de la famille des Linyphiidae.

## Distribution
Cette espèce est endémique de Floride aux États-Unis,. Elle se rencontre dans le comté de Volusia.

## Description
La femelle holotype mesure 1,90 mm et le mâle 1,70 mm.

## Étymologie
Son nom d'espèce lui a été donné en référence au lieu de sa découverte, la Floride.

## Publication originale
- Millidge, 1983 : The erigonine spiders of North America. Part 6. The genus Walckenaeria Blackwall (Araneae, Linyphiidae). The Journal of Arachnology, vol. 11, no 2, p. 105-200 (texte intégral).